# Franjo Bašić
Franjo Bašić (Subotica, 2. prosinca 1912. – Subotica, 1994.) je bački hrvatski književnik. 
Zagrebačkoj javnosti je bio predstavljen, zajedno s Balintom Vujkovim, Blaškom Vojnićem Hajdukom i Markom Pejićem u zagrebačkom časopisu Svijet iz 1934.
Svojim djelima je ušao u antologiju poezije bunjevačkih Hrvata iz 1971., sastavljača Geze Kikića, u izdanju Matice hrvatske.

## Vanjske poveznice
- Antologija poezije bunjevačkih Hrvata  Arhivirana inačica izvorne stranice od 17. travnja 2008. (Wayback Machine)